# Matteo Meneghello
Matteo Meneghello (Abano Terme, 8 juni 1981) is een Italiaans autocoureur.

## Carrière
Na een carrière in het karting tussen 1991 en 2000, maakte Meneghello in 2001 de overstap naar het formuleracing en won de Federal-klasse van het Italiaanse Formule 3-kampioenschap. In 2002 maakte hij de overstap naar de Italiaanse Formule Renault en werd elfde in het kampioenschap met 42 punten. In 2003 stapte hij over naar de Britse Formule Renault, waarin hij als veertiende eindigde met 121 punten.
In 2004 maakte Meneghello de overstap naar de Formule Renault V6 Eurocup en kwam uit voor het team AFC Motorsport. Hij wist echter alleen punten te scoren met een achtste plaats op het Circuit de Monaco en verliet het team met twee raceweekenden te gaan. Hij eindigde op de 22e plaats in het kampioenschap met zes punten. Daarnaast nam hij dat jaar ook deel aan één race van zowel de Formule 3000 als de Euro Formula 3000.
In 2005 maakte hij de overstap naar de nieuwe Formule Renault 3.5 Series, waarin hij zijn debuut maakte voor het team EuroInternational. Bij zijn derde race in Monaco kreeg hij echter een ban van vier races vanwege zijn rol in een ongeluk waarbij een marshal ernstig gewond raakte, een incident waarvoor ook Pastor Maldonado eenzelfde ban kreeg. In de rest van het seizoen behaalde hij drie punten met een achtste plaats in de seizoensafsluiter op het Autodromo Nazionale Monza, waarmee hij op de 27e plaats in het kampioenschap eindigde. In 2006 maakte hij de overstap naar het team GD Racing, maar verliet na vijf van de negen raceweekenden het team zonder een punt gescoord te hebben.
In 2007 maakte Meneghello de overstap naar de GT-racerij, waarin hij de GT3-klasse van de Endurance GT Series won met drie zeges. In 2008 en 2009 reed hij in enkele races van het Italiaanse GT-kampioenschap met twee derde plaatsen als hoogtepunten.
In 2010 reed Meneghello in één raceweekend van de Superstars Series op de Hockenheimring, uitkomend voor het team Ferlito Motors, maar in beide races wist hij de finish niet te halen. Hierna reed hij geen races meer tot 2015, toen hij deelnam aan vier races van de Scratch-klasse van de V de V Challenge Endurance Proto.